# Фармстандарт
Фармстандарт — российская фармацевтическая компания. Головной офис находится в бизнес-центре «Северная Башня» ММДЦ «Москва-Сити». В 2025 году компания заняла четвёртое место в рейтинге Forbes «20 лучших фармпроизводителей России».

## Производственные мощности
Совокупные производственные мощности позволяют выпускать компании более 1,7 млрд упаковок в год. Производственные мощности группы компаний «Фармстандарт» обеспечивают 9 заводов по производству лекарственных средств:
- Россия: Курск, ОАО «Фармстандарт-Лексредства»
- Россия: Уфа, ОАО «Фармстандарт-УфаВИТА»
- Россия: Томск, ОАО «Фармстандарт-Томскхимфарм»
- Россия: Московская область, ОАО «Биомед» им. И. И. Мечникова
- Россия: Москва, ООО «ФАРМАПАРК»
- Россия: Владимирская область, ЗАО «Лекко»
- Россия: Тюмень, ОАО «ТЗМОИ»
- Украина: Харьков, ПАО «Фармстандарт-Биолек»
- Сингапур: Bever pharmaceutical PTE Ltd

## История
«Фармстандарт» основан в 2003 году компанией «Профит-хаус» (структурой Millhouse Capital, управлявшей активами Романа Абрамовича). В собственности компании к этому моменту было лишь два российских фармацевтических завода: «Фитофарм-НН» в Нижнем Новгороде и «Уфавита» в Уфе. У американского фармацевтического гиганта ICN Pharmaceuticals было выкуплено ещё пять: «Октябрь» в Санкт-Петербурге, «Марбиофарм» в Йошкар-Оле, «Лексредства» в Курске, «Полифарм» в Челябинске и «Томскхимфарм» в Томске.
Впоследствии три завода по различным причинам были проданы или закрыты: «Октябрь» (неудобно расположен в самом центре города), «Марбиофарм» (ориентирован на вторичное для стратегии «Фармстандарта» производство субстанций), «Полифарм» (требовал слишком больших инвестиций).
В 2005 году «Фармстандарт» купил Тюменский завод медицинского оборудования и инструментов.
К 2006 году на приведение производства к соответствию международным стандартам качества GMP компания потратила более $70 млн.
В 2006 году «Фармстандарт» купил компанию «Мастерлек», в активах которой было 15 известных брендов. В частности, были получены права на Арбидол, Амиксин и Флюкостат. К этому моменту производственные мощности холдинга превышали 1 млрд упаковок в год, на заводах «Фармстандарта» выпускались все формы лекарственных средств (таблетки, суспензии, капсулы, спреи). К концу года Арбидол вышел на первое место по продажам в России, оттеснив настойку боярышника.
В 2006 году компания запустила в производство ещё несколько высокотехнологичных препаратов: первый в России гормон роста Растан, разработанный в Институте биоорганической химии, и генно-инженерный инсулин человека Биосулин. На данный момент «Фармстандарт» — крупнейший российский производитель инсулина. Мощностей компании хватило бы, чтобы обеспечить 100 % потребности россиян в этом препарате, но до сих пор большую часть инсулина Россия импортирует из-за рубежа.
С 2007 года «Фармстандарт» активно работает с иностранными партнёрами: так, на «Томскхимфарме» совместно с Solvay Pharma (Франция), фармацевтическим подразделением бельгийской химической компании Solvay S.A., начато производство препаратов ИРС19 и Имудон
В 2008 году «Фармстандарт» заключил договор с латвийским предприятием «Гриндекс» (Латвия) по эксклюзивной дистрибуции и продвижению препарата Милдронат, осваивает выпуск Афобазола, внедряет в производство генно-инженерный препарат Нейпомакс.
В 2009 году «Фармстандарт» стал первым и единственным на данный момент российским членом Международного Совета производителей, распределителей и потребителей активных фармацевтических ингредиентов (эксципиентов) в Европе (IPEC Europe). В этом же году компания реализовала операцию по внедрению специализированного IP-решения для центрального офиса и заводов.
В 2009 году «Фармстандарт» стал первым российским полноправным членом Международного Совета производителей, распределителей и потребителей активных фармацевтических ингредиентов (эксципиентов) в Европе (International Pharmaceutical Excipients Council Europe (IPEC Europe)).
В 2010 году Государственная корпорация Ростех И ОАО «Фармстандарт» подписали соглашение о сотрудничестве.
В 2010 году «Фармстандарт» объявляет о приобретении 100 % акций компании ЗАО Виндексфарм.
в 2011 году «Фармстандарт» объявляет о приобретении 55 % акций компании ПАО Биолек (Украина).
В 2011 году компания «Фармстандарт» признана самым влиятельным российским фармпроизводителем.
В 2012 году ОАО «Фармстандарт» сообщает о вступлении предприятий ОАО Фармстандарт-УфаВИТА и ОАО Фармстандарт-Лексредства в Ассоциацию фармацевтических производителей Евразийского экономического сообщества.
В 2012 году ОАО «Фармстандарт» приобрёл 50,1 % Bigpearl Trading Ltd. и 100 % ЗАО ЛЕККО. Сумма инвестиций не превысила $ 80 млн.
В 2013 году безрецептурный бизнес компании решением акционеров был выделен в самостоятельное юридическое лицо «Отисифарм».
В 2013 году ОАО «Фармстандарт» купил 100 % сингапурской Bever pharmaceutical PTE Ltd за $590 млн.
В 2018 году ОАО «Фармстандарт» становится стопроцентным владельцем сети центров ядерной медицины «ПЭТ-технолоджи», выкупив у «Роснано» оставшиеся 49,9 %. Сумма сделки составила 2.9 млрд рублей.
В августе 2018 года «Фармстандарт» заключила соглашение с американской биофармацевтической компанией Gilead (Gilead Sciences) о производстве на мощностях «Фармстандарта» препаратов Совальди (Софосбувир) для лечения хронического гепатита С и Трувада (Тенофовир/эмтрицитабин) для лечения ВИЧ.

## Собственники и руководство
Генеральный директор — Дмитрий Зайцев, сменивший на этом посту Григория Потапова в мае 2023 года. Председатель совета директоров — Виктор Харитонин.
Основной владелец компании — Augment Investments Ltd Виктора Харитонина и Егора Кулькова.
В марте 2008 Роман Абрамович, Евгений Швидлер и Millhouse Capital Management, ранее владевшие крупными пакетами акций компании, вышли из её капитала.

### Первичное размещение и делистинг
4 мая 2007 года во время первичного публичного предложения (IPO) компания разместила свои акции на бирже РТС и глобальные депозитарные расписки на Лондонской фондовой бирже (LSE). Размещение прошло по верхней границе установленного диапазона — $58,2 за акцию и $14,55 за депозитарную расписку. Капитализация компании по итогам IPO составила $2,2 млрд. Всего компания разместила на российских и лондонской биржах 40 % от уставного капитала, выручив $880 млн до исполнения опциона. Глобальными сокоординаторами размещения стали Citi и UBS Investment Bank.
Фармстандарт — первая российская фармацевтическая компания, чьи акции котируются на международном рынке.
С момента размещения компания подешевела в четыре раза и в ноябре 2016 компания провела делистинг с LSE.

## Деятельность
К началу 2013 года «Фармстандарту» принадлежало семь фармацевтических заводов и один завод по производству медицинского оборудования и инструментов. На заводах компании выпускается более 250 наименований лекарственных средств (более 120 наименований (с учётом всех форм и дозировок) входят в Перечень жизненно важных препаратов (ЖНВЛС)). Мощность компании составляет более 1,7 млрд упаковок в год.

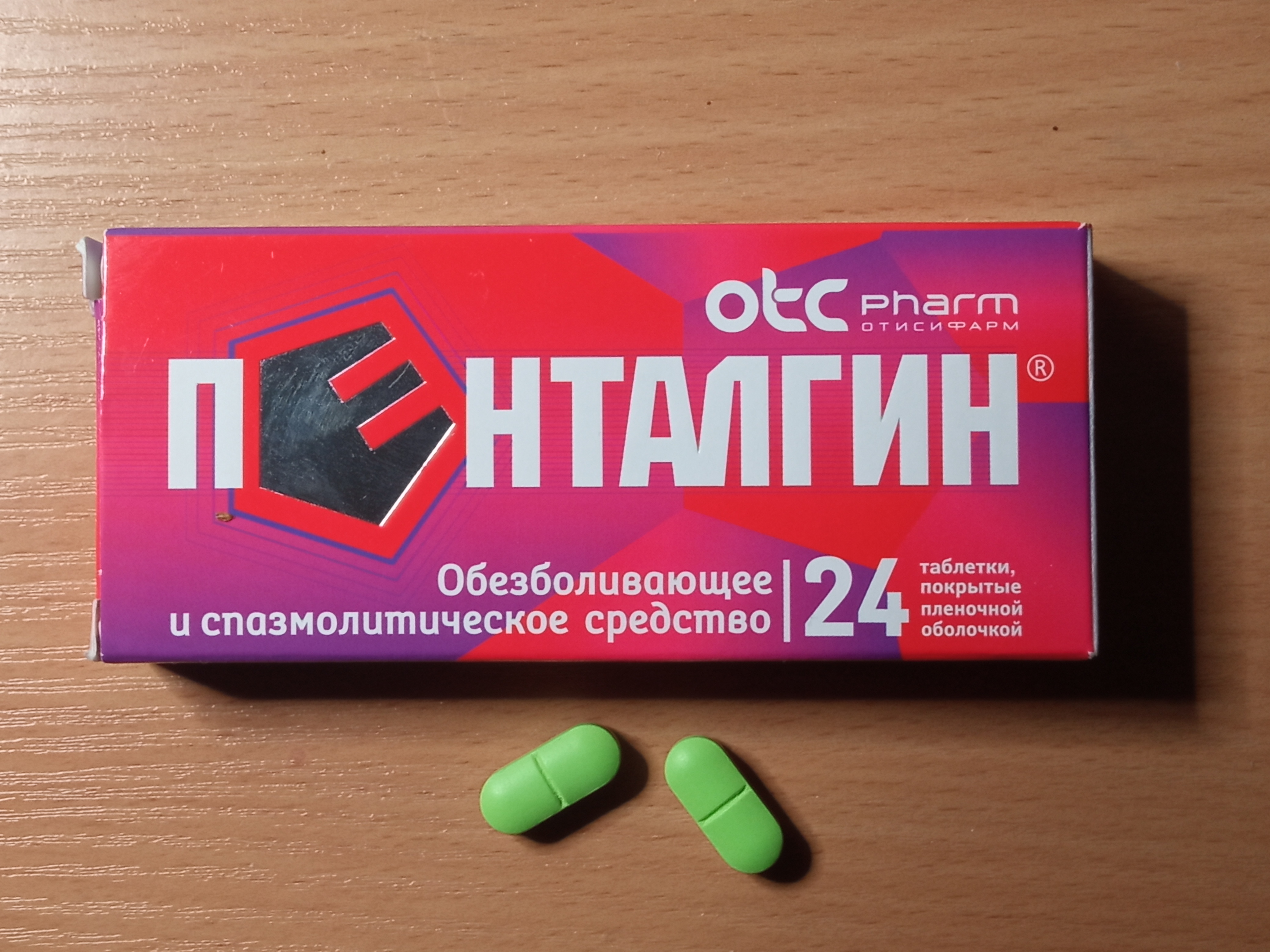
Таблетка Пенталгина

- «Фармстандарт-Уфавита» в Уфе. Завод основан в 1916 году. Генеральный директор — Владимир Крейман. Численность сотрудников — 1400 человек. Основные бренды: «Компливит», «Биосулин», «Растан», «Нейпомакс», «Фосфоглив».
- «Фармстандарт-Фитофарм-НН» в Нижнем Новгороде
- «Фармстандарт-Томскхимфарм» в Томске. Завод основан в 1913 году. Генеральный директор — Андрей Скороход. Численность сотрудников — свыше 600 человек. Основные бренды: «Арбидол», «Амиксин», «Имудон», «Термикон», «ИРС-19».
- «Фармстандарт-Лексредства» в Курске. Завод основан в 1922 году. Генеральный директор — Евгений Прохода. Численность сотрудников — свыше 1450 человек. Основные бренды: «Арбидол», «Пенталгин», «Фосфоглив».
- «Фармстандарт-Медтехника» в Москве. Поставщик оборудования для построения современных систем инфекционного контроля для лечебно-профилактических учреждений.
- Тюменский завод медицинского оборудования и инструментов. Завод основан в 1962 году. Генеральный директор — Просвиряков Александр Владимирович. Основная специализация завода — изделия медицинского назначения однократного применения (иглы, шприцы, капельницы, катетеры, мочеприемники), оборудование для инфекционного контроля (паровые и низкотемпературные стерилизаторы, моечно-дезинфекционные машины и машины для мойки и хранения эндоскопов, а также установки для обеззараживания и утилизации медицинских отходов, аквадистилляторы, сборники для воды).[источник не указан 1640 дней]

Группа компаний «Фармстандарт» выпускает более 250 наименований лекарственных средств, включая препараты для лечения сердечно-сосудистых заболеваний, сахарного диабета, дефицита гормона роста, гастроэнтерологических, неврологических, инфекционных заболеваний, нарушений обмена веществ, онкологических и других заболеваний. С 2004 года по 2011 год было разработано и внедрено более 60 новых лекарственных препаратов в сотрудничестве с научными центрами России, а в рамках СП «Генериум» группа компаний участвовала в разработке и производстве социально значимых препаратов в рамках государственной программы импортозамещения.

### Показатели деятельности
Выручка компании по МСФО в разные годы составляла:
- 2021 год — 151,7 млрд руб.[26];
- 2013 год — 55,92 млрд руб. (рост по сравнению с 2012 годом на 8,8 %);
- 2012 год — 51,391 млрд руб. (рост по сравнению с 2011 годом на 20,5 %);
- 2011 год — 42,653 млрд руб. (рост по сравнению с 2010 годом на 43,7 %);
- 2010 год — 29,694 млрд руб. (рост по сравнению с 2009 годом на 23,2 %);
- 2009 год — 24,096 млрд руб. (рост по сравнению с 2008 годом на 68,1 %).

Чистая прибыль в разные годы составляла:
- 2022 год — 49,2 млрд руб. (рост на 100 %)[27];
- 2021 год — 24,6 млрд руб.;
- 2012 год — 9,96 млрд руб. (рост на 12,8 %);
- 2011 год — 8,832 млрд руб. (рост на 23,3 %);
- 2010 год — 7,163 млрд руб. (рост на 4,5 %);
- 2009 год — 6,852 млрд руб. (рост на 96 %).

## Премии и рейтинги
В 2005 году компания заняла 1 место в рейтинге Российских фармацевтических производителей.
Препарат Арбидол, который входит в портфель компании, занял 1-ю строчку по продажам в 2007 году на российском рынке безрецептурных препаратов.
В 2007 году «Фармстандарт» удостоился звания «Компания года» и получил первое место в рейтинге российских производителей, составляемом центром маркетинговых исследований «Фармэксперт».
В начале 2008 года «Фармстандарт» вошёл в сотню наиболее быстро развивающихся компаний Европы по версии экспертов BusinessWeek, занял первое место по розничным продажам в России и второе среди операторов российского фармацевтического рынка. Компания вошла в список системообразующих предприятий России, которым при необходимости будет оказана государственная поддержка.

## Критика
В СМИ появлялась информация о связи председателя совета директоров «Фармстандарта» В. Харитонина с министром здравоохранения и социального развития России Т. Голиковой и якобы имевшим место лоббированием с её стороны выпускаемого компанией препарата Арбидол, клиническая эффективность которого не доказана.
Юлия Латынина в своей радиопрограмме Код Доступа отмечала, что компания «Фармстандарт» стала одной из крупнейших российских компаний во многом благодаря приобретению в 2003—2004 года производственных мощностей компании ICN, на которых производились популярные кодеинсодержащие противокашлевые и болеутоляющие препараты (Коделак, Пенталгин и Терпинкод). Вскоре после этого данные препараты были разрешены в России к безрецептурной продаже, при том что они являются прекурсорами наркотика дезоморфина. По предположению Юлии «была найдена фантастическая бизнес-ниша …легально продавались прекурсоры наркотика» и такое сочетание факторов якобы могло способствовать росту компании. С 2005 года значительно увеличилось потребление кустарно приготовленного из недорогих кодеинсодержащих средств наркотика («Крокодил»). Кодеин и кодеинсодержащие препараты были внесены в список рецептурных препаратов с 1 июня 2012 года, запрет его свободной продажи, по оценкам от июня 2012 года, мог несколько снизить доходы компании. По оценкам главы Минздрава России, приведенным Forbes, подобные препараты использовались по прямому назначению более чем 40 миллионами жителей страны, тогда как наркологи оценивали количество потребителей дезоморфина в 7-10 тыс. человек

## Продуктовая линейка
Азитрокс,
Акорта,
Альтевир,
Амиксин,
Арбидол,
Артрозан,
Аскорбиновая кислота,
Афобазол,
Аципол,
Биосулин,
Блоктран,
Глимепирид,
Глюконорм,
Диаскинтест,
Инфибета,
Имудон,
Коагил VII,
Коделак,
Комбилипен,
Компливит,
Лактазар,
Липтонорм,
Магнелис B6,
Максиколд,
Медира,
Милдронат,
Нейпомакс,
Некст,
Неосмектин,
Нитроспрей,
Октолипен,
Парацетамол,
Пенталгин,
Пенталгин-ICN,
Растан,
Рениприл,
Препараты лития,
Селмевит,
Термикон,
Флюкостат,
Форметин,
Фосфоглив,
Цикловита,
Цинокап,
Циклодол